# Stenarcha stenopa
Stenarcha stenopa är en fjärilsart som beskrevs av Edward Meyrick 1886. Stenarcha stenopa ingår i släktet Stenarcha och familjen björnspinnare. Inga underarter finns listade i Catalogue of Life.